# Coréennes

Coréennes est un livre de photos du cinéaste et photographe Chris Marker, publié aux éditions du Seuil en 1959 à l'issue de son voyage de 1958 en Corée du Nord. Textes et photos mettent en valeur la reconstruction de la république populaire démocratique de Corée, cinq années après la fin de la guerre de Corée, et présentent les habitants du Nord dans leurs activités de tous les jours.

## Contexte international
Le conflit entre les deux Corées s’achève le 27 juillet 1953. Le pays est détruit. On estime le nombre de morts, militaires et civils confondus, à près de trois millions . Dans le contexte de la guerre froide, la Corée du Nord est diabolisée par l'Occident car faisant partie du bloc communiste. Marker évoque « un pays anéanti hier par la guerre, mais qui repousse “à la vitesse d’une plante au cinéma” entre Marx et les fées ».

## Circonstances, déroulement et résultats du voyage
En mai 1958, Marker accepte de se joindre à une délégation de journalistes et d'intellectuels français qui se rendent à Pyongyang à bord d'un Tupolev d'Aeroflot. Le voyage, qui doit durer six jours, est organisé par le Parti communiste français. La délégation est composée de Claude Lanzmann, rédacteur-philosophe aux Temps Modernes, de Francis Lemarque, auteur-compositeur-interprète, de Chris Marker, écrivain-cinéaste, d'Armand Gatti, journaliste, et de Claude-Jean Bonnardot, acteur-cinéaste. Lanzmann a une aventure avec une infirmière coréenne, Gatti et Bonnardot pour leur part tournent le premier long métrage franco-nord-coréen, Moranbong, tandis que Marker prend les photos qui seront publiées en 1959 sous la forme d'un recueil intitulé Coréennes.

## Sujets et interactions
Selon Colin Marshall, peu de visiteurs ont joui d'autant de liberté d'interaction avec la population nord-coréenne que Chris Marker et ses compagnons. Quelque cinquante ans plus tard, en 2009, le photographe se remémore : « On nous servait une bonne dose de propagande mais entre deux séances obligatoires de courbettes au socialisme, nos hôtes nous laissaient déambuler avec un degré de liberté inégalé à ce jour. ».
Selon Colin Marshall, si Marker photographia nombre de jeunes filles, il prit sur le vif également une foule de citoyens nord-coréens : enfants, chercheurs, soldats, vendeurs, farceurs. Le titre de l'édition nord-coréenne du livre (북녘사람들, « Gens du Nord ») en reflète plus fidèlement le contenu (l'édition en langue anglaise garde toutefois le titre de l'édition initiale en français). En fait, selon les indications de Chris Marker lui-même, en page 4 de couverture de l'édition française, « Coréennes doit s’entendre ici au sens de Gnossiennes ou Provinciales, c’est-à-dire “pièces d’inspiration coréenne” ». Il ajoute toutefois : « On y trouvera, outre les dames de Corée (qui à elles seules vaudraient plus d’un long-métrage), des tortues qui rient, des géants qui pleurent, un légume qui rend immortel, trois petites filles changées en astres, un ours médecin, un chien qui mange la lune, un tambour qui fait danser des tigres, plusieurs chouettes [...]. ».

## Forme de l'ouvrage
Le livre photo Coréennes paraît dans une collection intitulée « Court-Métrage », ce qui semble indiquer une volonté de la part de Marker de brouiller les différences entre média cinématographique et livre imprimé. Lui-même décrit d'ailleurs son ouvrage comme « un court-métrage fait avec des images fixes ». Le recueil contient quelque 130 photographies, sans compter les gravures, cartes, planches de BD, accompagnées d’une trentaine de pages de texte.

## Absence d'une pensée idéologique
Si Chris Marker n'aborde pas les aspects idéologiques de la Corée du Nord, c'est volontairement : « Je ne traiterai pas des Grandes Questions », écrit-il dans la lettre destinée au chat G. (sans doute Armand Gatti) à la fin du livre. Il s'abstient de toute digression politique, de tout jugement de valeur. Il n'y a pas, dans son recueil, une quelconque ressemblance à la matrice obligée des reportages médiatiques sur le pays un demi-siècle plus tard. Dans son adresse au chat G., il a une pensée pour ses amis du moment : « Je sais aussi que tu ne me demanderas pas perché sur le fléau de Dieu, de distribuer l’éloge et le blâme, de faire des comptes, et -surtout- de donner des leçons. Cela non plus ne manque pas. Mes amis coréens (et chinois, et soviétiques), vous n’avez pas fini d’en recevoir – des leçons de réalisme politique des honnêtes scribes de la Grande Agonie, des leçons de tolérance sous la robe des Inquisiteurs, et du fond des banques, on vous dira que, vraiment, vous vous attachez trop aux réussites matérielles. L’homme trompé ricanera de la pureté de vos filles, le demi lettré de l’enfance de votre art, et chacun vous tressera une couronne d’épines avec ses propres échecs. ».

## Accueil

### Dans les deux Corées
Le livre est rejeté dans les deux Corées. Pour la Corée du Nord, un livre ne mentionnant pas le nom de Kim Il-sung n'existe simplement pas. Pour la Corée du Sud, le fait que le Nord ait donné son feu vert au livre fait de celui-ci un ouvrage de propagande et de son auteur un « chien marxiste » . Finalement, une édition en coréen voit le jour en 1989, sous le titre Pungnyok saramdu, aux éditions Ch'o'pan à Séoul (traduction par Kim Mu-Gyong) : son succès est immédiat auprès des photographes du Sud, fascinés par les scènes de vie au Nord.

### En Occident
Les photographies accompagnant le texte témoignent d'une beauté visuelle et sensible. Le texte explique, selon Max-Pol Fouchet à l'émission Lectures pour tous du 20 janvier 1960, « des choses merveilleuses, comme par exemple que les caractères mobiles d'imprimerie, avant d'être inventés par Gutemberg, ont été inventés en Corée, de même que la première encyclopédie nationale [...], ou bien que les Coréens ont également inventé au XVIe siècle les cuirassés », et Max-Pol Fouchet poursuit, citant l'auteur dans sa lettre au chat G., « accompagnons Chris Marker, écoutons-le : "au fond de ce voyage, il y a l'amitié humaine, et le reste est silence" »,.
Évoquant l'ouvrage dans The Guardian, la journaliste Joanne Hogg trouve que les interactions entre le texte et l'image sont un délice.

## Éditions
- Chris Marker, Coréennes, Le Seuil, coll. « Court Métrage », No 1, 1959, 141 p. (le seul et unique numéro de cette collection).
- (ko) Chris Marker, Pungnyok saramdu (traduction par Kim Mu-Gyong), éditions Ch'o'pan, Séoul, 1989 ; 2e édition : Coréennes (Korean Women), éditions Noonbit, Séoul, 2008,  (ISBN 8974091895 et 9788974091897).
- Reprise du texte et des photographies dans le cédérom Immemory réalisé par Chris Marker et publié en 1998[14],[20].
- Réédition partielle : deux extraits dans La Corée, le voyage vers l'Est, Anthologie d'Éric Bidet et Stéphane Bois, éditions La Bibliothèque, Paris, 2007.
- (en) Texte seul en anglais, Wexner Center for the Arts, The Ohio State University at Columbus, 2008.
- Chris Marker, Coréennes, l'Arachnéen, 2018, fac-similé de l'édition initiale de 1959, postface de Chris Marker de 1997, 152 p., 146 photographies et documents (en bichromie), format à l’italienne (19,5 x 24,5 cm),  (ISBN 978-2-37367-014-1)[3].